# Jubulaceae
Jubulaceae là một họ rêu trong bộ Jungermanniales.

## Chi
- Amphijubula
- Frullania
- Jubula
- Mylia
- Neohattoria
- Schusterella
- Steerea